# Vittnesstöd
Vittnesstöd kallas personer som ideellt arbetar vid Sveriges tingsrätter och hovrätter, för att stötta vittnen och brottsoffer. 
Verksamheten med vittnesstöd initierades i Sverige 1995 av Brottsofferjouren i Växjö. Detta skedde med stöd av medel från Brottsofferfonden. Begreppet vittnesstöd kommer från engelskan där "witness" omfattar såväl vittnen som målsägande.
Den som vill kan genomgå en kortare utbildning genom Brottsofferjouren och sedan finnas till hands via en lokal Brottsofferjour, för att stötta i samband med en rättegång. Vittnesstödet känns igen på en namnbricka och har avlagt ett tystnadslöfte. Vittnesstödet skall inte diskutera själva målet och dess innehåll, men däremot kan det förklara frågor om hur en rättegång går till.